# Ichneumon validicornis
Ichneumon validicornis là một loài tò vò trong họ Ichneumonidae.